# Karl Gass
Karl Gass (Mannheim, 1917. február 2. – Kleinmachnow, 2009. január 29.) német televízióműsor-vezető, újságíró, filmrendező, szerző, egyetemi tanár és író.

## Filmjei
- 1952: Das entscheidende Jahr[7]
- 1953: Turbine I
- 1957: Hellas ohne Götter[8]
- 1959: Freiheit, Freiheit über alles[9]
- 1960: Licht über Palermo
- 1960: Kosmos – Erinnerungen an Alexander von Humboldt
- 1961: Sorah und Ali
- 1962: Schaut auf diese Stadt[10]
- 1963–1964: Feierabend[11]
- 1966: Bei uns im Mai
- 1969  Anno Populi - Im Jahr des Volkes 1949
- 1972: Raketeers, Sternenbanner und Bundesadler in der NATO
- 1975: Toscanerinnen
- 1975: Die grüne, weiße, rote Toscana
- 1975: Asse-Anno ’74
- 1976: Wollt ihr/ unser Elend filmen
- 1977: Richard – Der Bauer
- 1980: Ecken und Kanten
- 1982: Zwei Tage im August, Rekonstruktion eines Verbrechens
- 1982: Wenn NATO-Generale träumen
- 1982: Jetzt lebe ich
- 1984: Das Jahr 1945[12]
- 1986: Nürnberg – nicht schuldig
- 1987: Eine deutsche Karriere
- 1990: Nationalität: deutsch[13]